# L'Étrange Festival 2022
L'Étrange Festival 2022, 28e édition du festival, se déroule du 6 au 18 septembre 2022.

## Déroulement et faits marquants
La programmation est révélée en août 2022.
Le palmarès est dévoilé le 18 septembre 2022 : le Grand Prix Nouveau Genre est décerné au film Sick of Myself de Kristoffer Borgli et le prix du public est remis à La Fuite du capitaine Volkonogov de Natalia Merkoulova et Alexeï Tchoupov.

## Sélection

### En compétition
- Project Wolf Hunting de Kim Hong-sun
- We Might As Well Be Dead de Natalia Sinelnikova
- Spiritwalker de Yoon Jae-geun
- La piedad de Eduardo Casanova
- Family Dinner de Peter Hengl
- Attachment de Gabriel Bier Gislason
- Life for Sale de Tom Teng
- Hunt de Lee Jung-jae
- Hot Blooded de Cheon Myeong-kwan
- La Fuite du capitaine Volkonogov de Natalia Merkoulova et Alexeï Tchoupov
- Sick of Myself de Kristoffer Borgli

### Ouverture
- The Roundup de Lee Sang-yong

### Clôture
- Alienoid de Choi Dong-hoon

### Mondovision
- Inu-Oh de Masaaki Yuasa
- Zeria de Harry Cleven
- Tout fout le camp de Sébastien Betbeder
- Immunité collective de Adilkhan Yerzhanov
- Assault de Adilkhan Yerzhanov
- Rimini de Ulrich Seidl
- Sans filtre de Ruben Östlund
- L'Origine du mal de Sébastien Marnier
- La Femme de Tchaïkovski de Kirill Serebrennikov
- La Tour de Guillaume Nicloux
- Pierre Pinoncelli, l'artiste à la phalange coupée de Virgile Novarina

### Nouveaux talents
- Les Rascals de Jimmy Laporal-Trésor
- L'Étrange Histoire du coupeur de bois de Mikko Myllylahti
- Who Killed Nancy? de Otomo De Manuel

### Carte Blanche àOvidie
- The Punk Syndrome de Jukka Kärkkäinen et J-P Passi
- Hi, How Are You Daniel Johnston? de Gabriel Sunday
- Derailroaded: Inside the Mind of Wild Man Fischer de Josh et Jeremy Lubin

### Carte Blanche àCosey Fanni Tutti
- Un chien andalou de Luis Buñuel
- In the Shadow of the Sun de Derek Jarman
- L'Empire des sens de Nagisa Ōshima
- Duffer de Joseph Despins et William Dumaresq
- La Vallée des plaisirs de Russ Meyer
- Maîtresse de Barbet Schroeder

### Carte Blanche àDominik Moll
- Nourriture de Jan Švankmajer
- L'Esprit de la ruche de Víctor Erice
- Le Château de la pureté de Arturo Ripstein
- Objectif vérité (Medium Cool) de Haskell Wexler
- The Second Civil War de Joe Dante
- Pièce touchée de Martin Arnold
- Bienvenue, mister Chance de Hal Ashby

### FocusVictoria Abril
- Je veux être femme (Cambio de sexo) de Vicente Aranda
- Mater amatíssima de José Antonio Salgot
- Personne ne parlera de nous quand nous serons mortes d'Agustín Díaz Yanes
- Sans nouvelles de Dieu d'Agustín Díaz Yanes

### Intégrale Alberto Vázquez
- Birdboy
- Ramiro, sucia rata
- Sangre de unicornio
- Psiconautas
- Decorado
- Homeless home
- Unicorn Wars

### RétrospectiveMasahiro Shinoda
- Mon visage embrasé au soleil couchant (夕陽に赤い俺の顔, Yūhi ni akai ore no kao?)
- Fleur pâle (乾いた花, Kawaita hana?)
- Assassinat (暗殺, Ansatsu?)
- La Guerre des espions (異聞猿飛佐助, Ibun Sarutobi Sasuke?)
- Double suicide à Amijima (心中天網島, Shinjū: Ten no amijima?)
- Silence (沈黙, Chinmoku?)
- Himiko (卑弥呼?)
- Under the Blossoming Cherry Trees (桜の森の満開の下, Sakura no mori no mankai no shita?)
- Orin la proscrite (はなれ瞽女おりん, Hanare goze Orin?)
- L'Étang du démon (夜叉ケ池, Yashagaike?)
- Gonza le lancier (鑓の権三, Yari no Gonza?)

### FocusMike De Leon
- Itim, les rites de mai
- Frisson? (Kakabakaba Ka Ba?)
- Kisapmata
- Batch '81

### L'âge d'or ducinéma farsi
- Filmfarsi de Ehsan Khoshbakht
- Diamond 33 de Dariush Mehrjui
- Une soirée en enfer de Samuel Khachikian et Mushegh Sarvarian
- The Midnight Terror de Samuel Khachikian
- Le Cocher de Nosrat Karimi

## Palmarès
- Grand Prix Nouveau Genre : Sick of Myself de Kristoffer Borgli
- Prix du public : La Fuite du capitaine Volkonogov de Natalia Merkoulova et Alexeï Tchoupov
- Prix du Jury Court Métrage : Airhostess-737 de Thanasis Neofotistos
- Prix du Public Court-Métrage : Plan-plan cul-cul d’Alexandre Vignaud